# Кемрюгова, Снежана Юрьевна
Снежана Юрьевна Кемрюгова (15 мая 1990) — российская футболистка, центральная полузащитница. Мастер спорта России.

## Биография
Воспитанница ДЮСШ № 2 города Черкесск. В составе местной команды мальчиков «Ювентус» становилась победительницей первенства республики и бронзовым призёром первенства Южного федерального округа среди детей 11-12 лет.
Во взрослом футболе начала выступать в середине 2000-х годов в составе тольяттинской «Лады», с этой командой становилась серебряным призёром чемпионата России. В 2008 и 2009 годах играла в высшей лиге за клуб «Рязань-ВДВ».
В 2010 году перешла в краснодарскую «Кубаночку», где провела 5 сезонов, сыграв в высшей лиге 78 матчей и забив 3 гола. Финалистка Кубка России 2014 года. Однако в конце сезона 2014 года спортсменка покинула команду, по словам тренера Татьяны Зайцевой, из-за проблем с дисциплиной. После этого не выступала на профессиональном уровне.
В 2013 году в составе студенческой сборной России принимала участие в летней Универсиаде в Казани, сыграла 4 матча и забила один гол в ворота команды Китая. Россиянки заняли на турнире девятое место. Также футболистка привлекалась в сборную Азербайджана[уточнить].
После окончания игровой карьеры работает тренером в академии футбола г. Черкесска, тренирует команды девочек. Во время чемпионата Европы по футболу 2016 года выступала экспертом на региональном телевидении.